# Li Lianli
Dans ce nom chinois, le nom de famille, Li, précède le nom personnel.
Li Lianli, né le 6 octobre 1974 à Changchun, est un patineur de vitesse sur piste courte chinois.

## Biographie
Il participe aux Jeux olympiques de 1992 et 1994.